# Hidenori Nodera
Hidenori Nodera (野寺 秀徳, Nodera Hidenori), né le 7 juin 1975 à Shizuoka, est un coureur cycliste japonais. Il est actuellement directeur sportif de l'équipe Shimano Racing.

## Palmarès
- 2003
  - Classement général du Jelajah Malaysia
  - 2e du championnat du Japon sur route
- 2004
  - 3e du championnat du Japon sur route
- 2005
  -  Champion du Japon sur route
- 2006
  - 2e du championnat du Japon sur route
- 2007
  - 2e du championnat du Japon sur route
- 2008
  -  Champion du Japon sur route
- 2009
  - 3e du championnat du Japon sur route
- 2010
  - 3e du championnat du Japon sur route

## Résultats sur le Tour d'Italie
- 2001 : abandon (13e étape)
- 2002 : 139e

## Classements mondiaux
| Année         | 2005 | 2006 | 2007 | 2008 | 2009 | 2010 |
| ------------- | ---- | ---- | ---- | ---- | ---- | ---- |
| UCI Asia Tour | 12e  | 56e  | 19e  | 16e  | 47e  | 122e |